# حديقة أليكساندرو إيوان كوزا
حديقة أليكساندرو إيوان كوزا أو حديقة تيتان (بالرومانية: Parcul Alexandru Ioan Cuza)‏ هي متنزه يقع في بوخارست برومانيا، يبلغ مساحته 85 هكتار وتعد واحد من أكبر الحدائق في بوخارست.

## معرض الصور

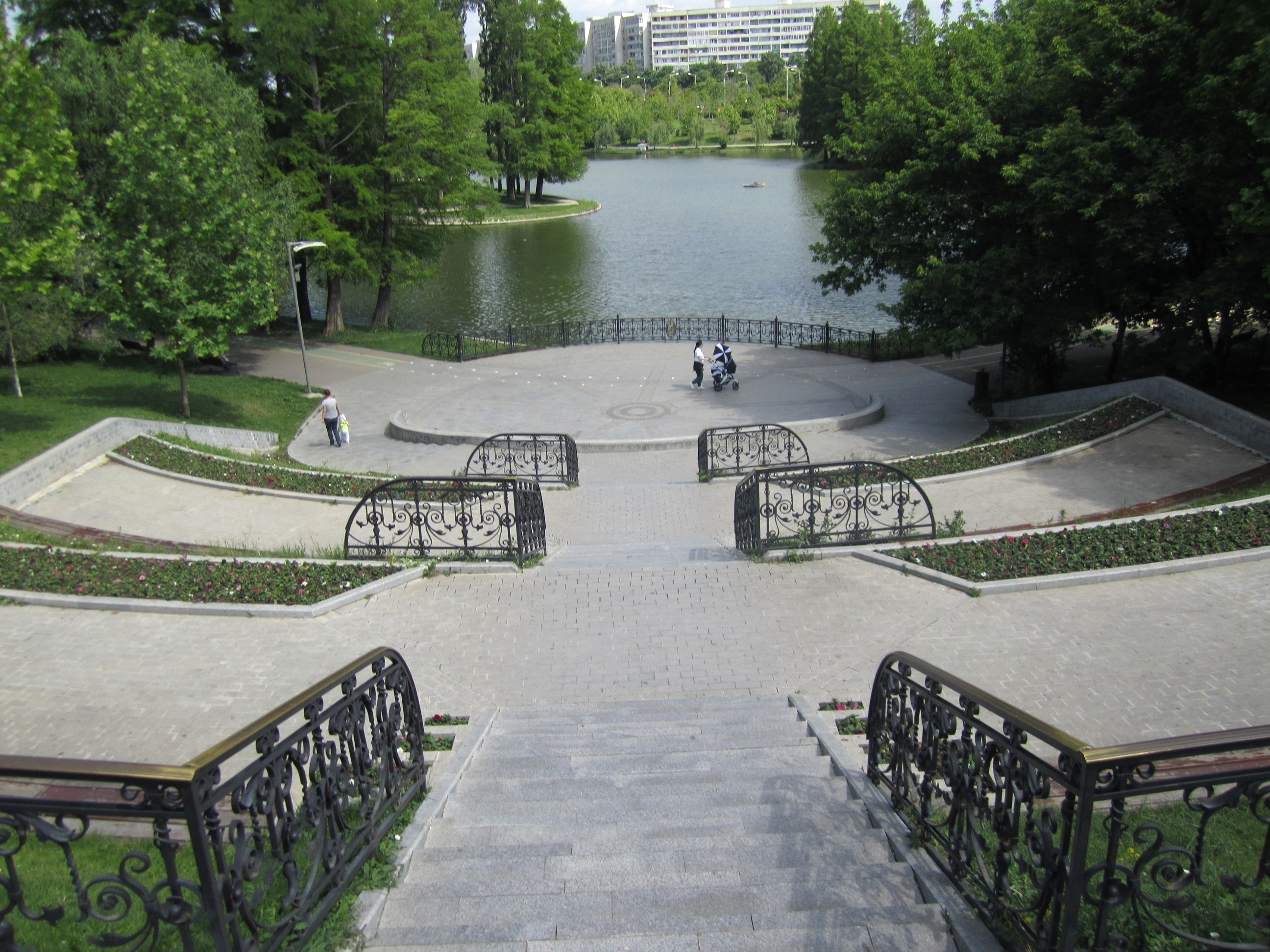
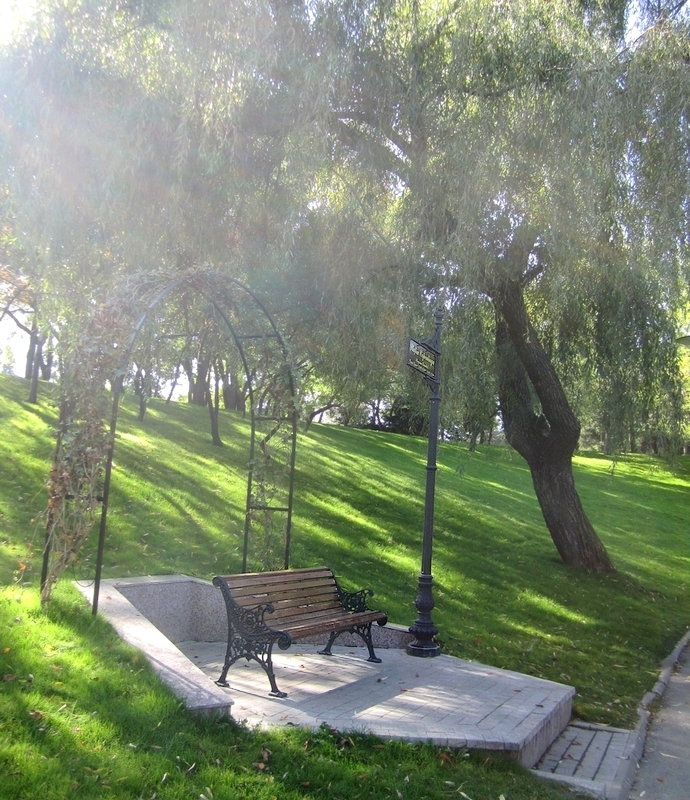
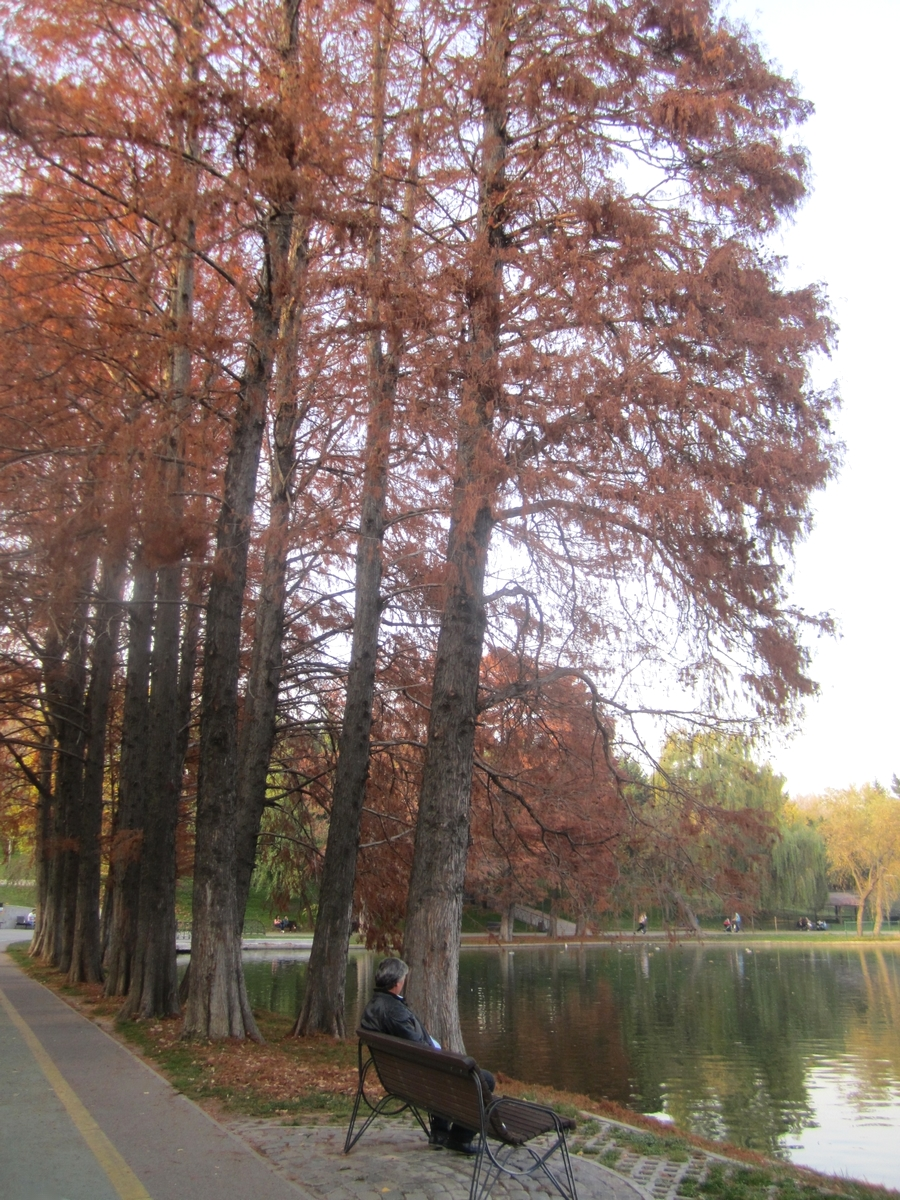
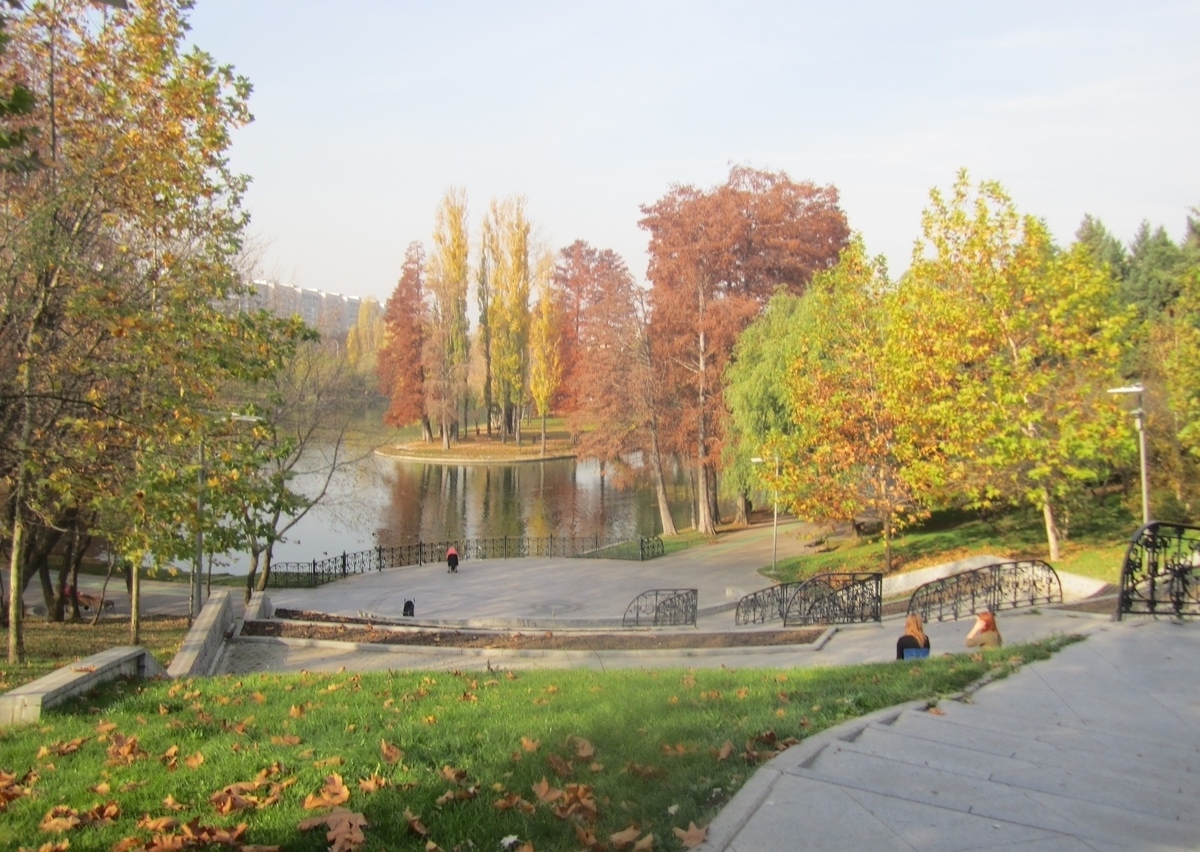
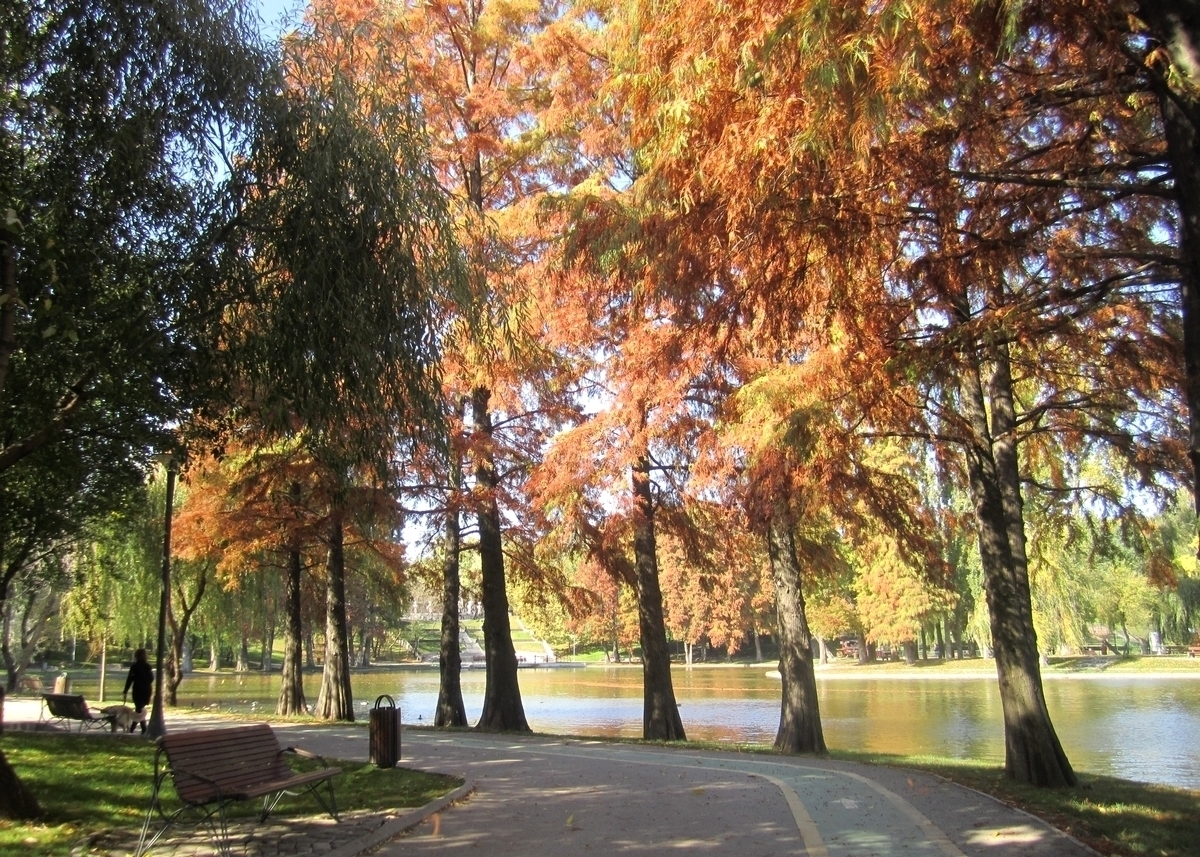
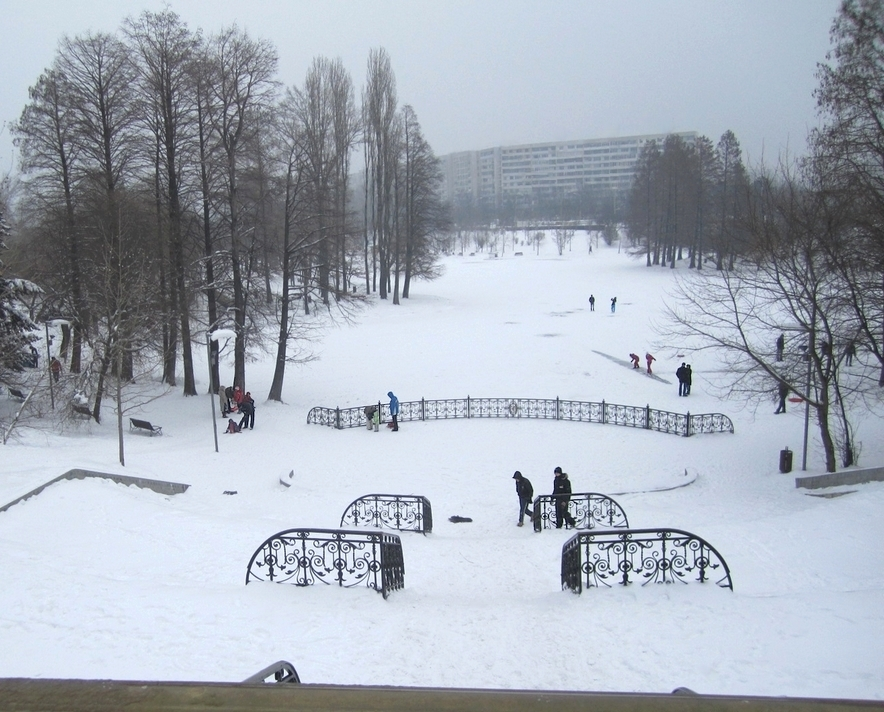
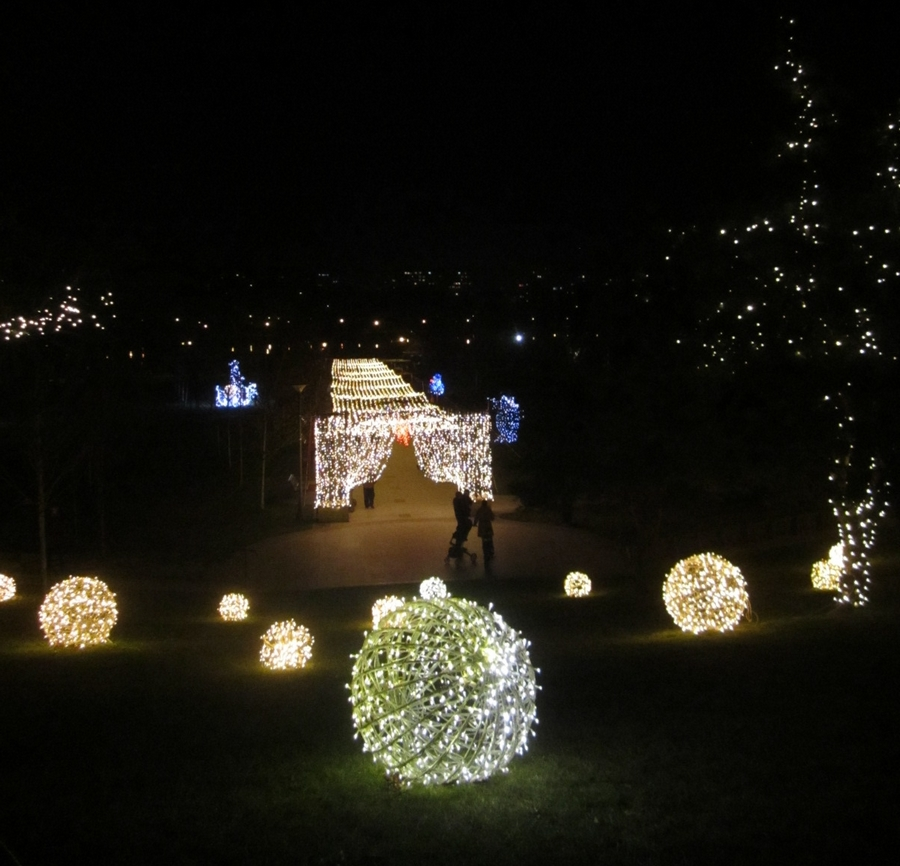
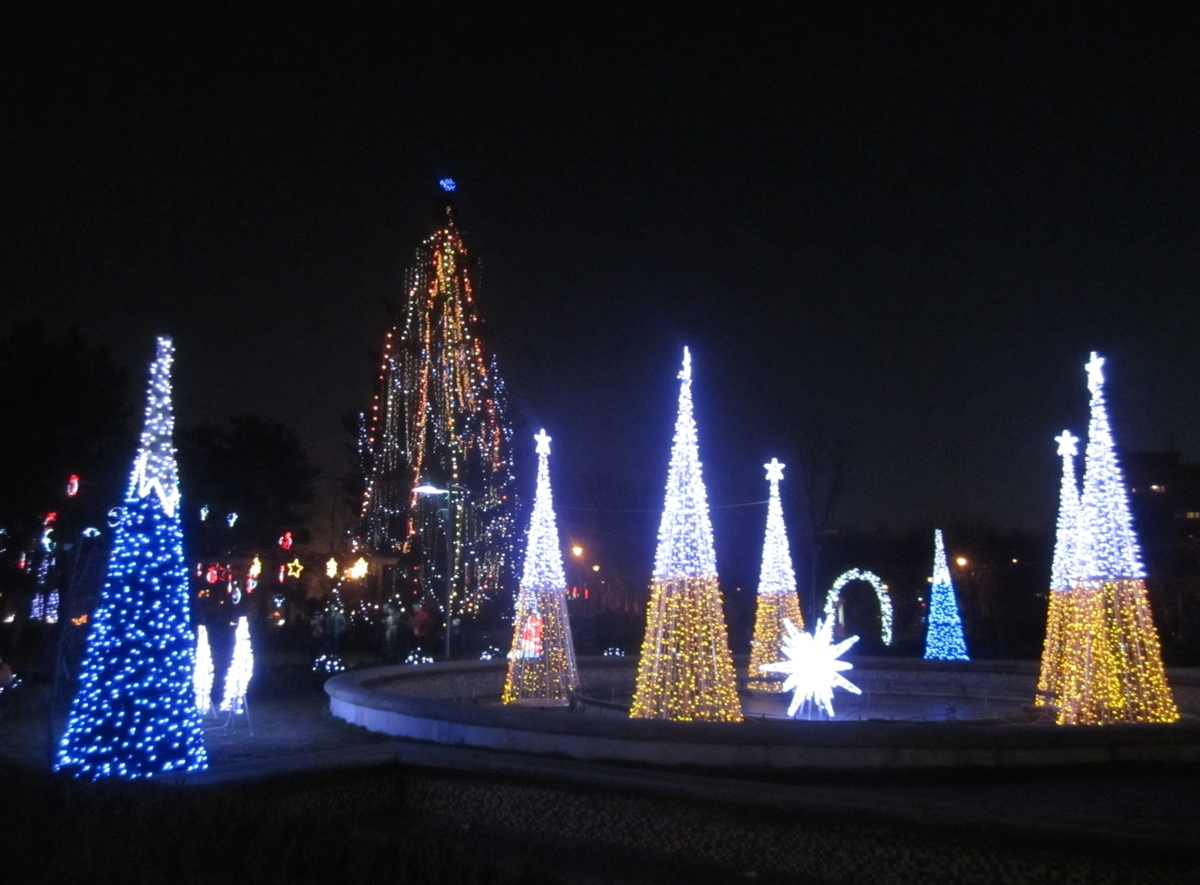
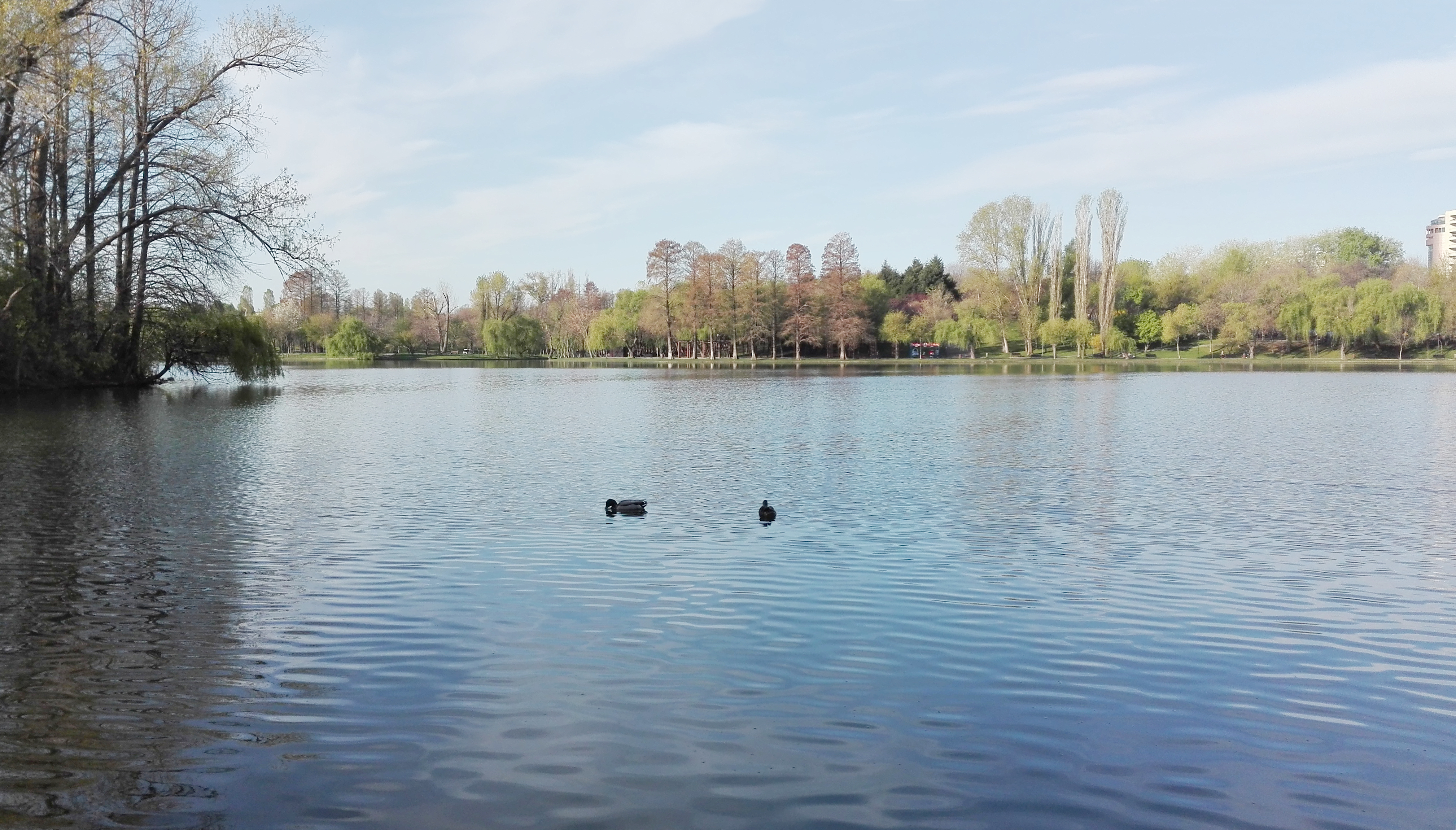